# Колелото
„Колелото“ е български късометражен игрален филм (приключенски, комедия) от 2019 г. на режисьора Крис Захариев. Сценаристи на филма са Иван Тасев и Станислава Ризова, по мотиви от едноименния разказ на Красимир Бачков. Оператор – Стоян Дойчев.

## Сюжет
Бай Киро е пенсионер и пазач на огромна черешова градина. След поредната кражба Стаматов, неговият шеф, назначава Лъчо – младо и безразсъдно момче, като негов помощник.

### Актьорски състав
| Роля                               | Изпълнител              |
| ---------------------------------- | ----------------------- |
| бай Киро, старият пазач            | Валентин Андреев – Рафе |
| Лъчо                               | Кристиян Макаров        |
| собственикът на черешовата градина | Николай Урумов          |
| момичето                           | Сирма Кунчева           |